# 중국계 인도인
중국계 인도인은 별도의 기원과 정착지를 가진 별개의 공동체이다. 중국으로부터의 이민자와 난민들의 후손인 영구적인 공동체와 인도 주재원 공동체가 임시적으로 존재한다.
이민자 사회는 수세기 전에 시작되어 18세기 후반에 캘커타와 마드라스의 항구에서 일하는 이민자들과 함께 더욱 두드러지게 되었고, 가죽 제품의 제조와 무역과 중국 음식점을 운영함으로써 콜카타의 사회적, 경제적 삶에 기여해 왔다.
콜카타에 사는 커뮤니티는 2013년에 약 2,000명이었다. 뭄바이에서, 다세대 뿌리를 가진 많은 중국인들의 인구는 약 4,000명이다.
다세대 중국계 인도인과 티베트인 커뮤니티와는 별도로, 2015년 현재 인도에 거주하는 중국계 외국인 거주자는 5,000명에서 7,000명으로 추산되며, 이들은 인도에서 사업을 하는 중국 브랜드와 회사들의 수가 증가하는 것에 대해 2~3년 계약을 맺고 일하고 있다.

## 역사

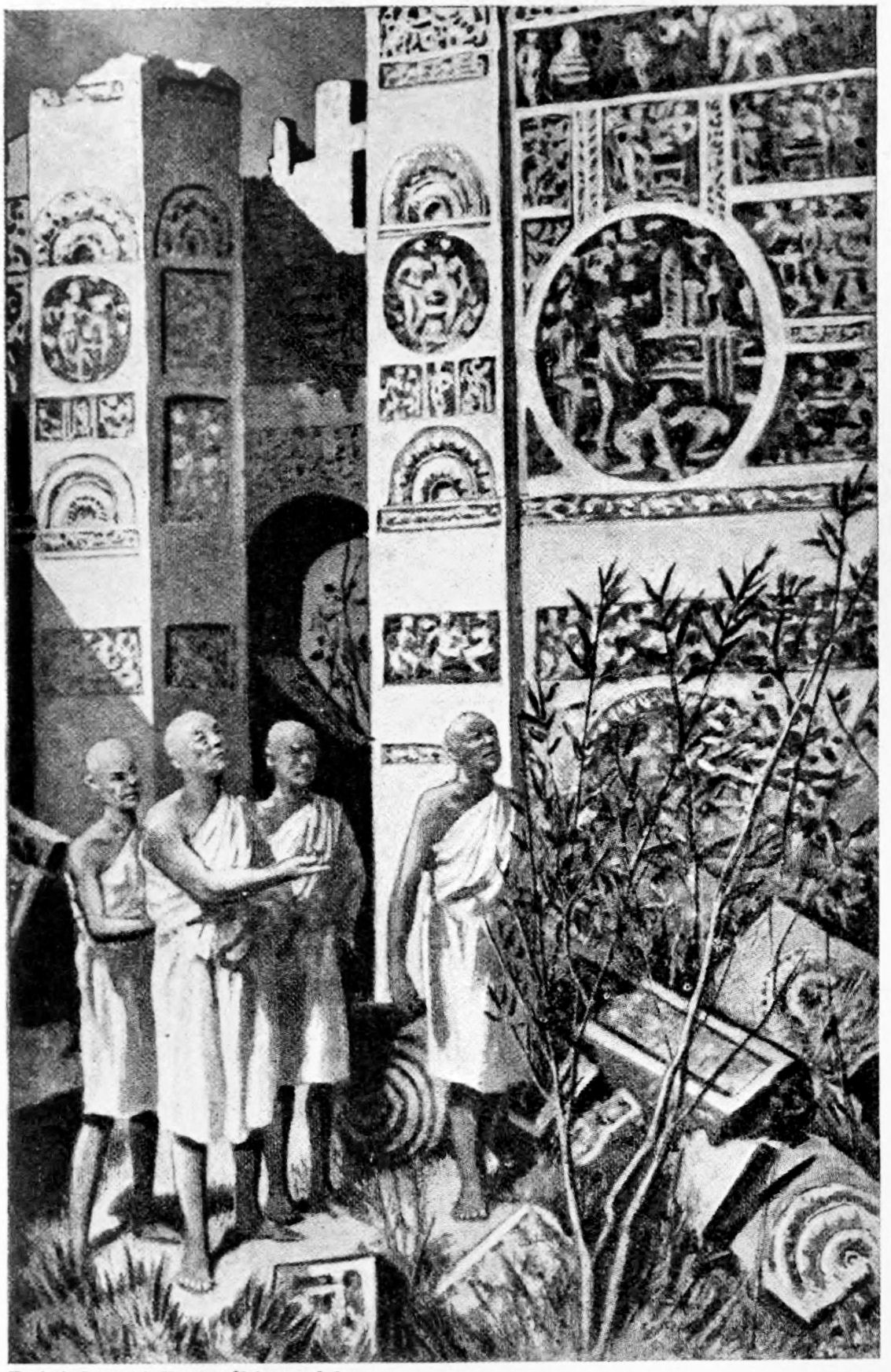
아소카 궁전의 폐허에 있는 중국 승려 법현

중국에서 온 최초의 여행 기록은 서기 5세기 탐프랄립타를 방문한 법현의 여행기에 나와 있다. 벵골어로 된 많은 단어들이 중국의 영향에서 기인할 수 있지만, 그 후 16세기 동안의 이민 기록은 신뢰할 수 없다. 예를 들어, "설탕"을 뜻하는 벵골어 단어인 치니(chini)는 중국을 뜻하는 단어에서 왔고, 도자기 도자기를 뜻하는 치나마티(Chinamati)와 같은 단어들은 중국의 영향을 암시한다.
인도에서 처음으로 기록된 중국 정착자는 18세기 말에 버지 버지 근처에 상륙한 무역업자 통 아추이다. 아추는 설탕공장과 함께 사탕수수 농장을 세웠다. 아추는 자신의 농장과 공장에서 일하기 위해 한 무리의 중국인 노동자들을 데려왔다. 이것은 인도에 최초의 중국인 정착지였다. 아추는 곧 죽었고 중국 정착민들은 콜카타로 이주했다. 그 장소는 통 아추의 이름을 따서 아치푸르라고 명명되었다. 아추의 무덤과 중국 사원은 여전히 아치푸르에서 볼 수 있다.

## 인도의 중국 요리
중국계 인도인들은 또한 퓨전 인도 중국 요리 (중국 요리)의 발전에 기여했는데, 이것은 현재 인도 요리 장면의 필수적인 부분이다. 특히 벵골 요리에 대한 중국의 영향이 두드러진다.

## 공동체

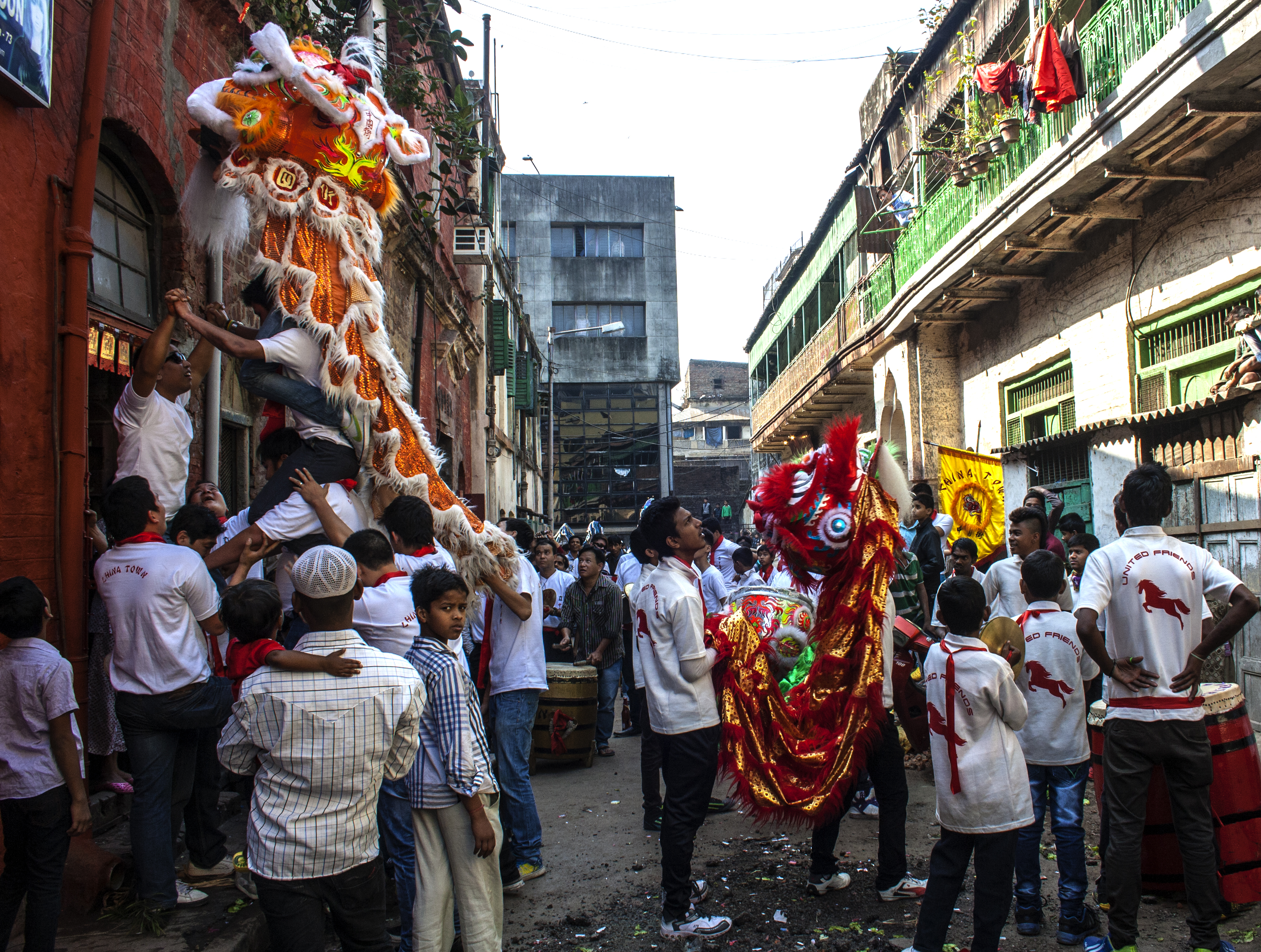
콜카타에서 2014년 새해맞이

### 중국계 인도인
오늘날 중국계 인도인들은 콜카타와 뭄바이의 민족 지역에 위치해 있다. 뭄바이의 차이나타운에는 400명의 중국계 인도인 가족이 살고 있다. 2015년 뭄바이의 중국인 인구는 4,000명이다. 2013년 콜카타에는 2,000명의 중국계 인도인이 살고 있다.

### 국외 거주자
인도 주재 중국인들은 뭄바이, 델리, 첸나이, 벵갈루루에 집중되어 있다. 뭄바이 인근인 포와이는 《이코노믹 타임스》에 의해 "자신들 내부에 가까운 지역사회를 형성"하는 중국 국외 거주자들의 "향후 허브"로 묘사된다. 중국계 외국인들의 호스트 커뮤니티 통합은 짧은 체류 기간으로 인해 방해받으며, 종종 근로 계약서의 일부로서 2~3년 동안만 지속된다. 또한 비자 규정을 준수하기 위해 많은 사람들이 일상적으로 인도를 떠나고 떠나야 한다.

## 같이 보기
- 중국–인도 관계
- 현장
- 치나족
- 인도-중국 전쟁